# Silberberg (Hagen am Teutoburger Wald)
Der Silberberg ist ein  180 m ü. NHN hoher Berg im niedersächsischen Landkreis Osnabrück. Dort wächst das in diesem Bundesland vom Aussterben bedrohte Galmei-Hellerkraut.

## Lage
Der Silberberg liegt in der Gemeinde Hagen am Teutoburger Wald, östlich des Hagener Ortsteils Natrup-Hagen, südlich des Heidbergs und westlich des Großen Heidbergs. Er gehört zum Hüggelgebiet.

## Bergbau
Ab 1722 ließ Fürstbischof Ernst August II. von Hannover am Silberberg nach silberhaltigem Erz schürfen. Dazu kamen Bergarbeiter aus dem Sauerland (Nordrhein-Westfalen) und dem Harz in das Fürstbistum. Abgebaut wurde das Erz bis 1782.

## Naturschutzgebiet

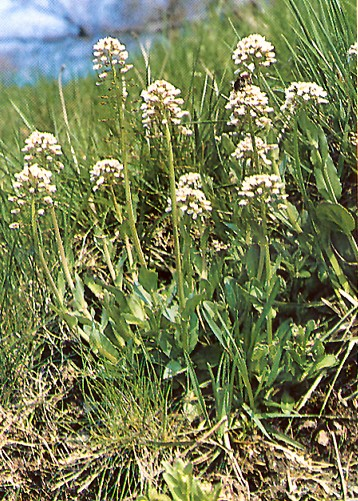
Galmei-Hellerkraut

40,5 Hektar des Silberbergs stehen unter Naturschutz, davon sind 36,6 Hektar nach der Fauna-Flora-Habitat-Richtlinie der Europäischen Union unter Schutz gestellt. Die erste Unterschutzstellung erfolgte bereits im Jahr 1937. Die aktuelle Verordnung über das Naturschutzgebiet bestimmt „die Erhaltung, Pflege und Entwicklung der aus den historischen Nutzungen hervorgegangenen Magerrasen und Sonderstrukturen sowie der naturnahen Wälder als Lebensstätte schutzbedürftiger Tier- und Pflanzenarten und deren Lebensgemeinschaften sowie als ein naturnahes, kulturhistorisch bedeutsames Landschaftsrelikt von besonderer Seltenheit, Eigenart und Schönheit.“
Eine Besonderheit des Silberbergs sind die Kalkmagerrasen. Auf den nährstoffarmen Flächen wachsen das Tausendgüldenkraut aus der Familie der Enziangewächse, die Orchideengewächse Fliegen-Ragwurz, Müllers Stendelwurz und Weiße Waldhyazinthe sowie die Dornige Hauhechel und die Tauben-Skabiose.
Das in Mitteleuropa endemische Galmei-Hellerkraut wird auf Roten Listen gefährdeter Arten als „stark gefährdet“ (Deutschland) oder sogar „vom Aussterben bedroht“ (Niedersachsen) eingestuft. Es wächst am Silberberg auf einer Fläche von wenigen Quadratmetern mit etwa hundert Pflanzen (2007).
Am Silberberg werden Wildpflanzensamen für die „Loki-Schmidt-Genbank für Wildpflanzen“ gesammelt, die von Botanikern der Universität Osnabrück betreut wird. Die Pflanzen sollen durch Einfrieren der Samen vor dem Aussterben bewahrt werden.
In den durch den Bergbau entstandenen Stollen finden sechs verschiedene Fledermausarten Unterschlupf. Im Steinbruch brütet der Uhu.

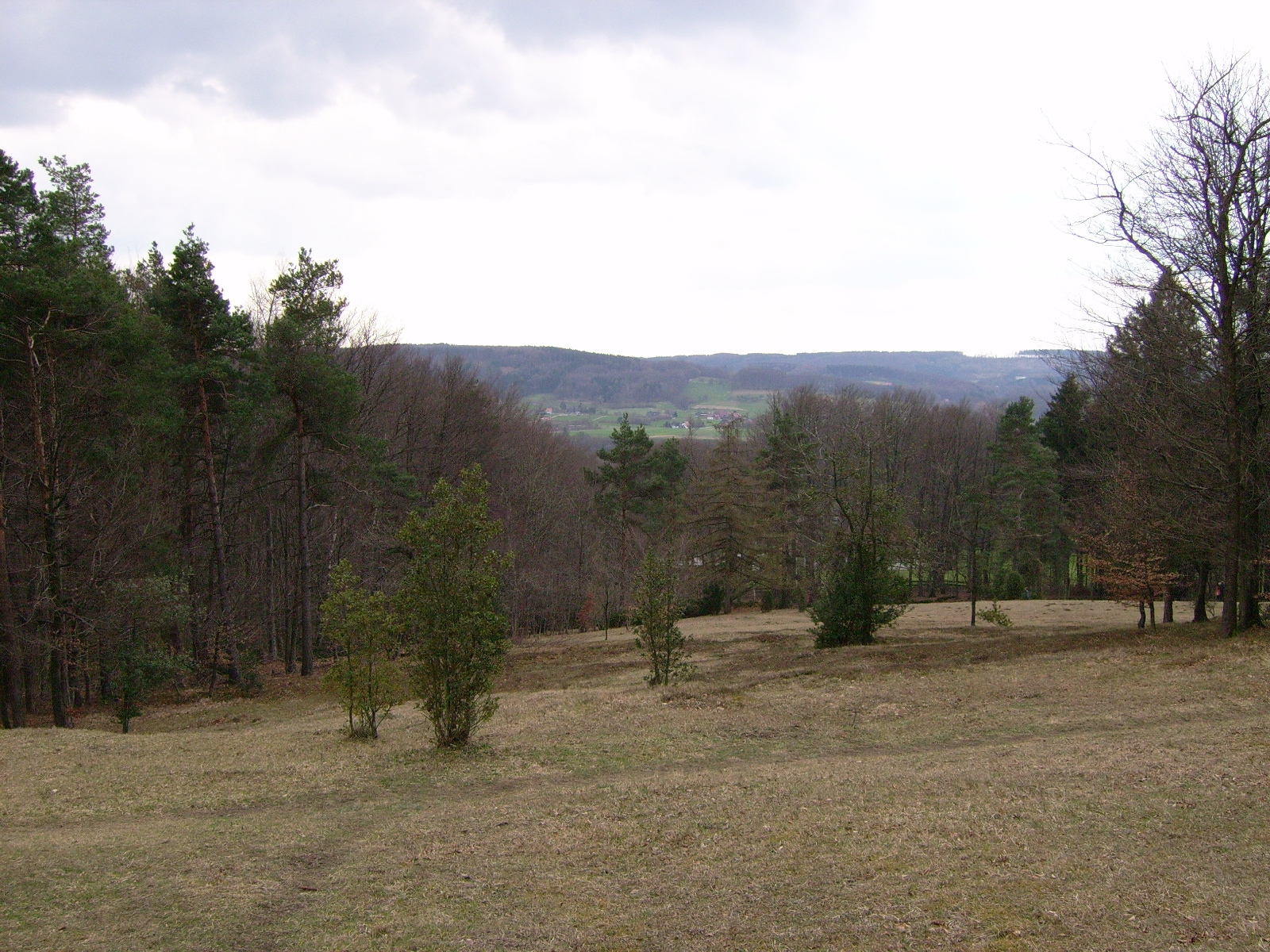
Kalkmagerrasen
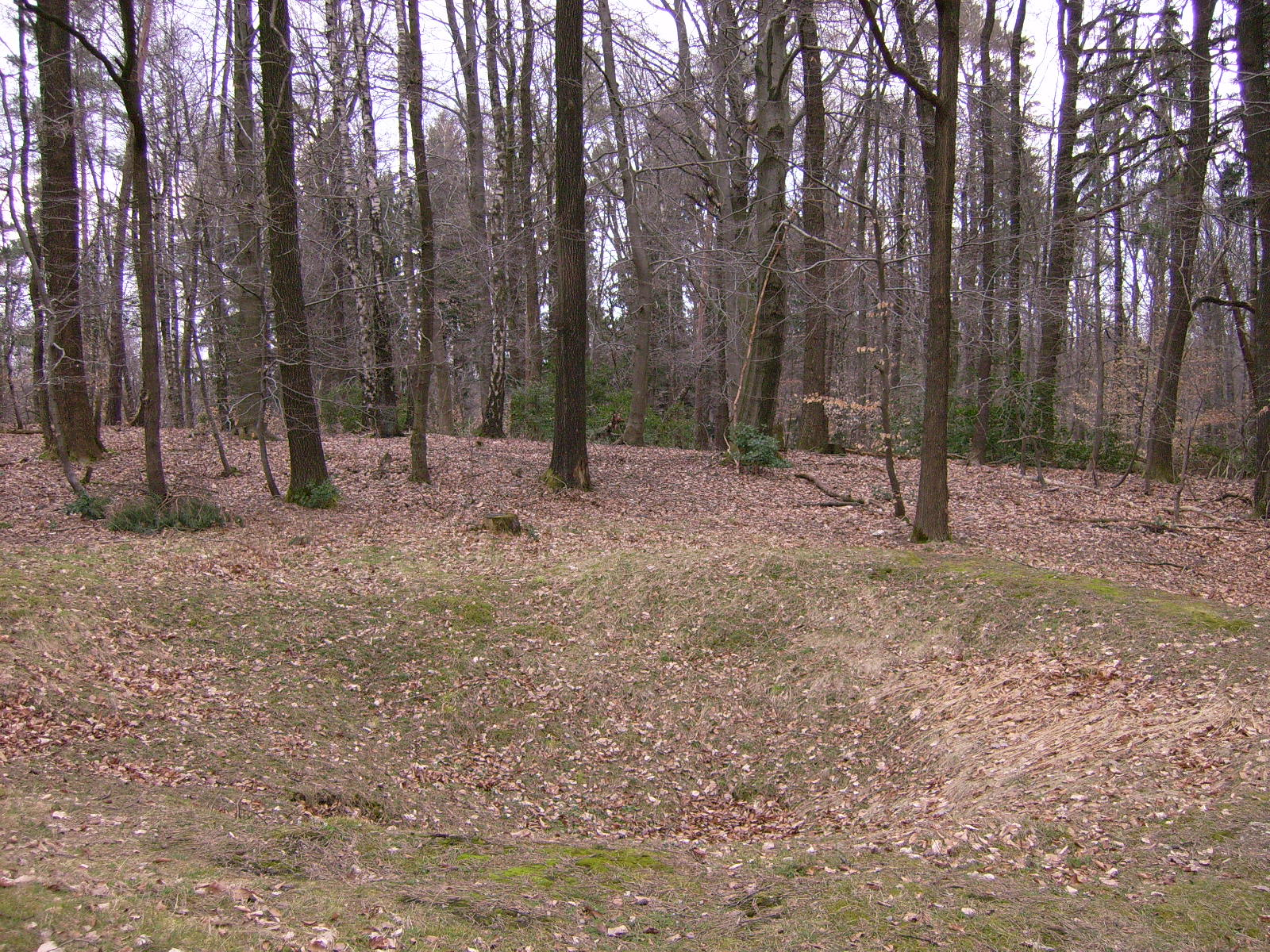
Pinge
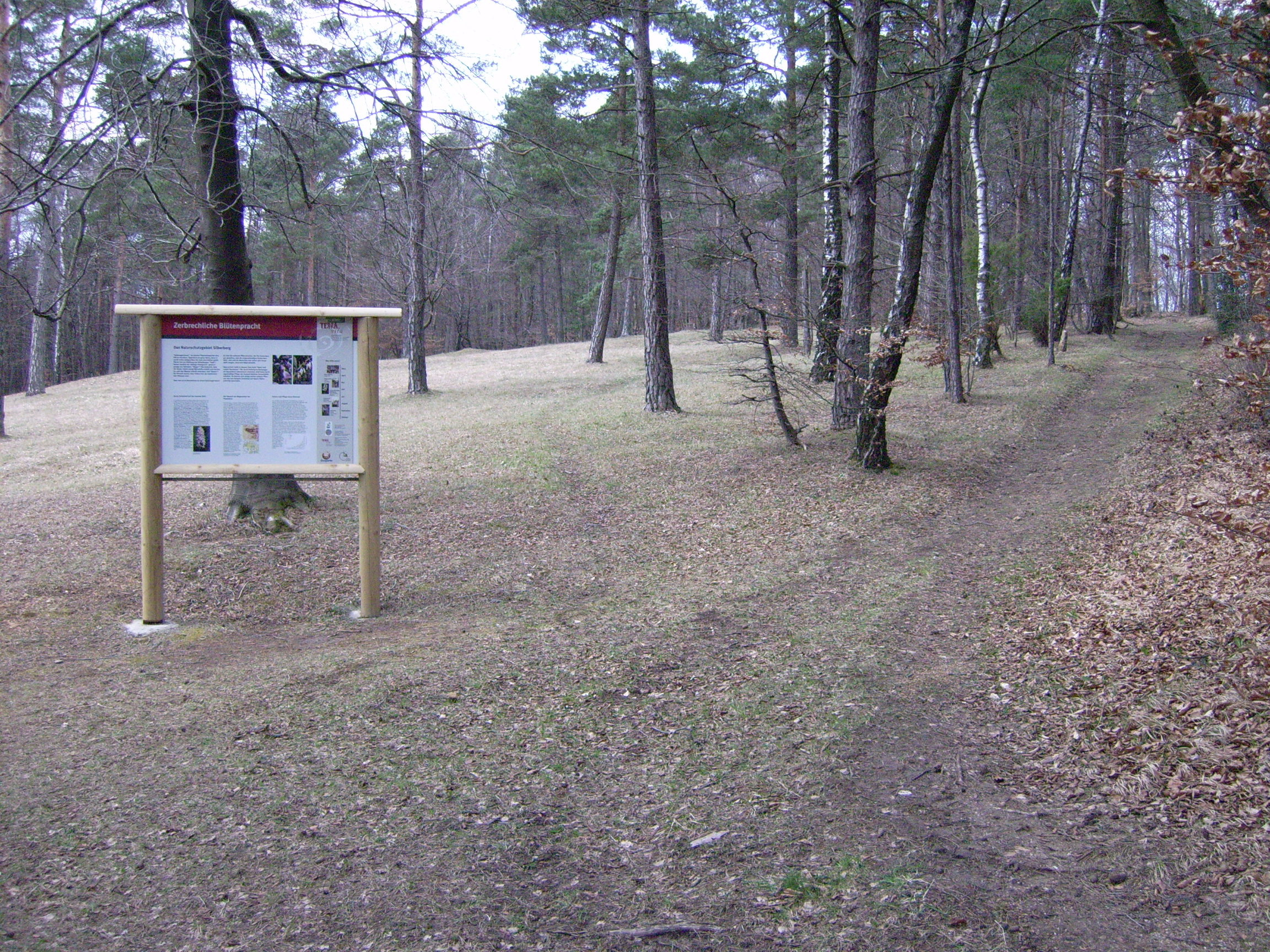
Hinweistafel
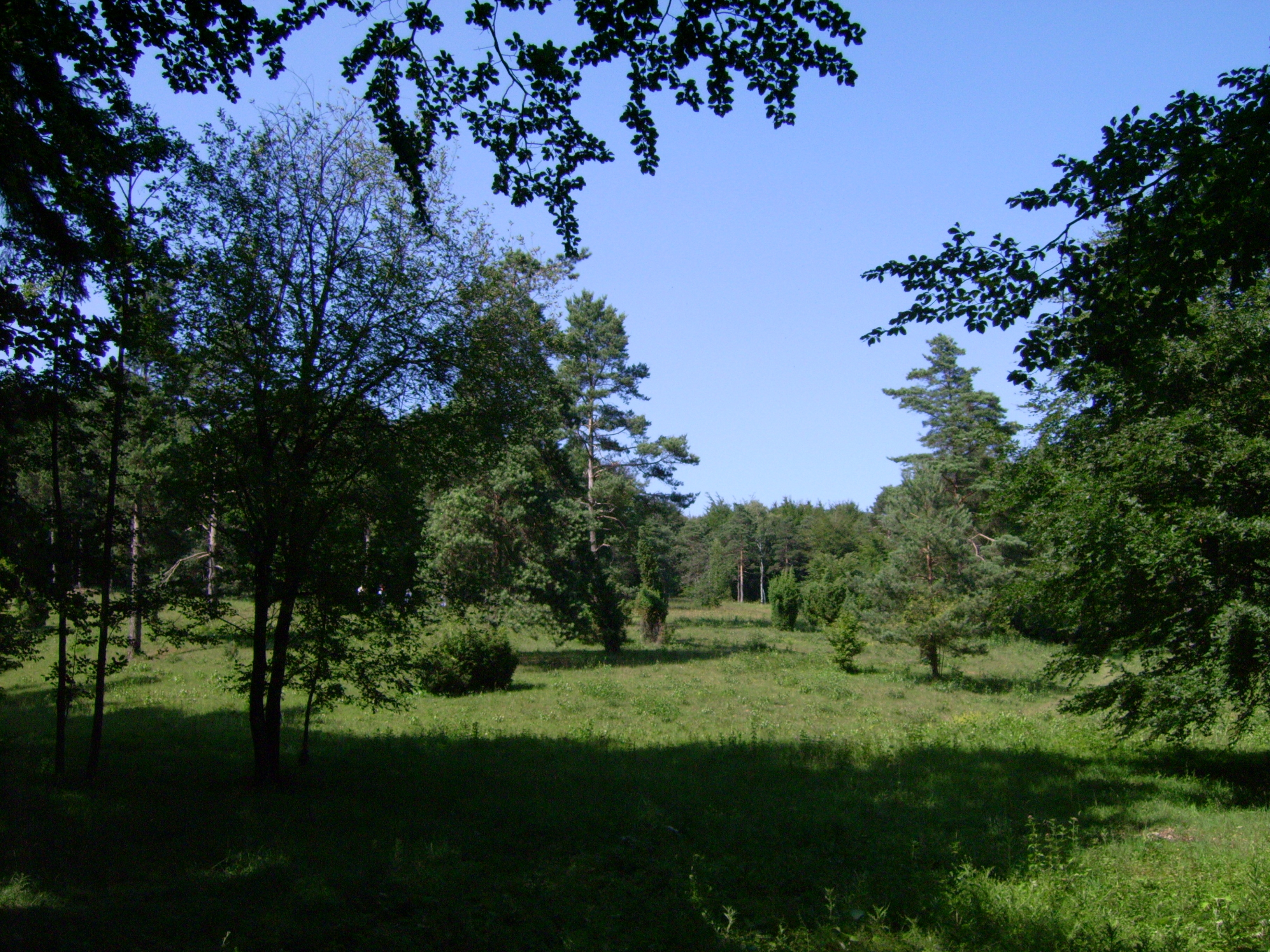
Parklandschaft
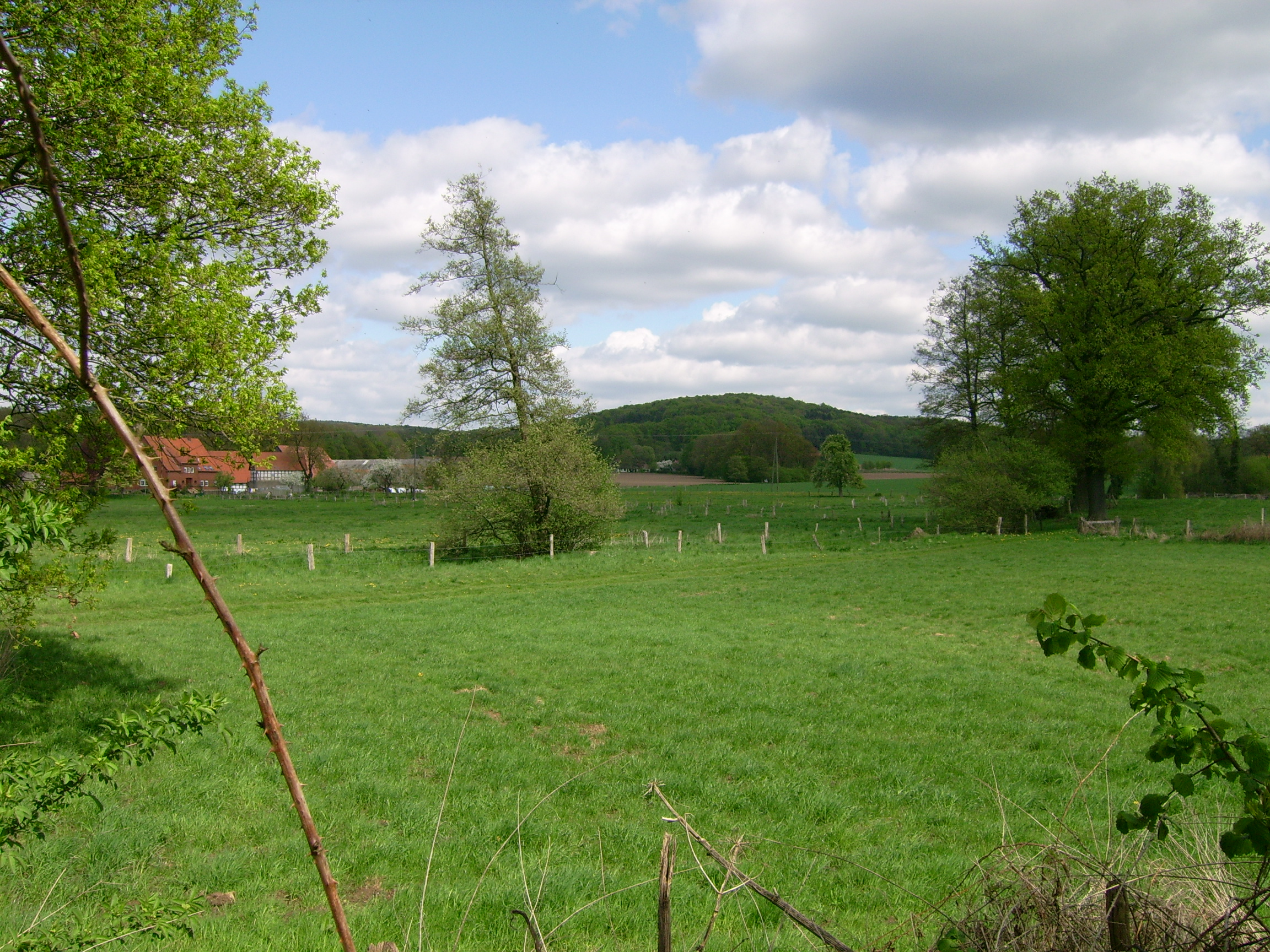
Ansicht von Natrup-Hagen
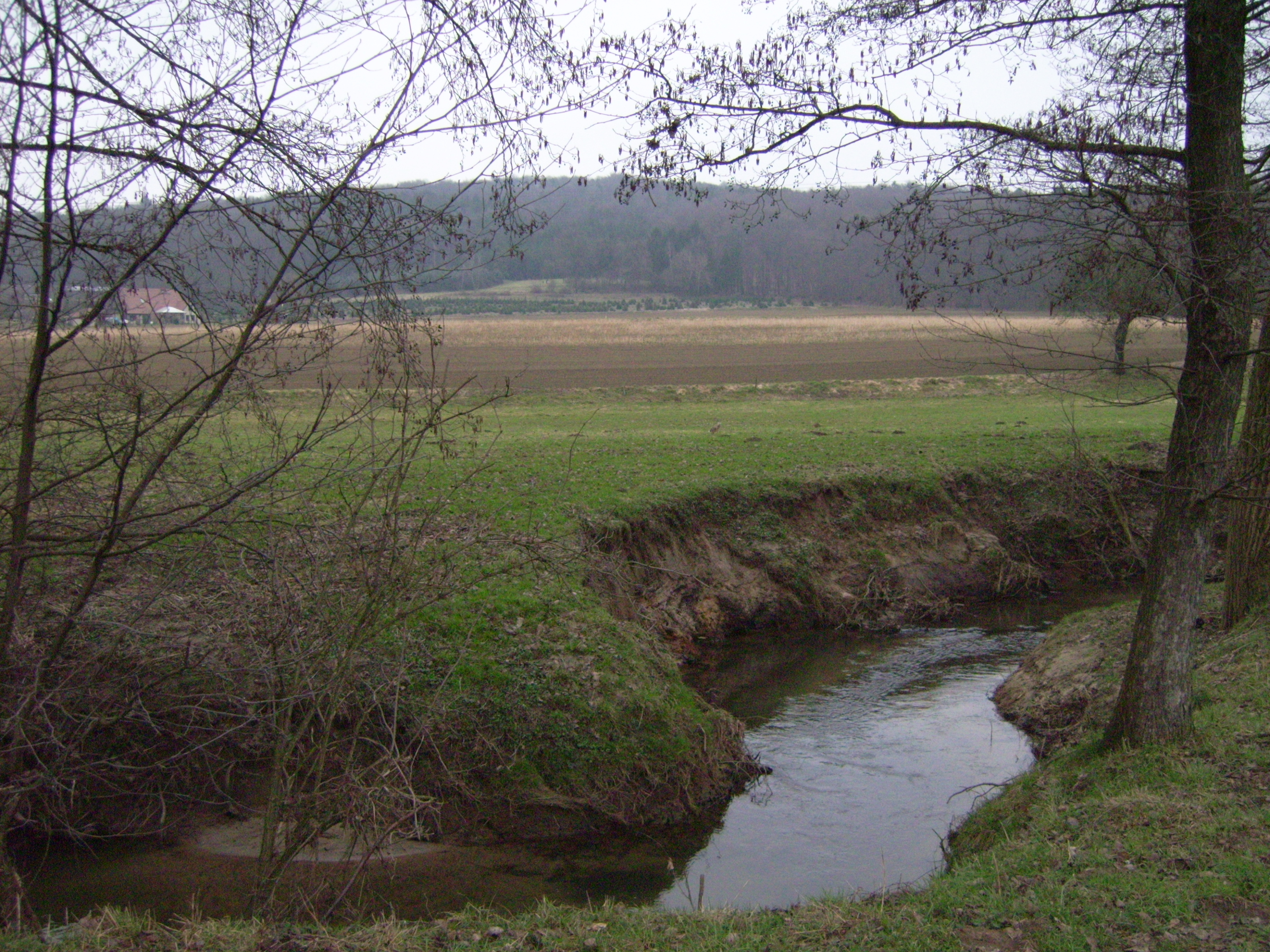
Ansicht von Gellenbeck mit Goldbach
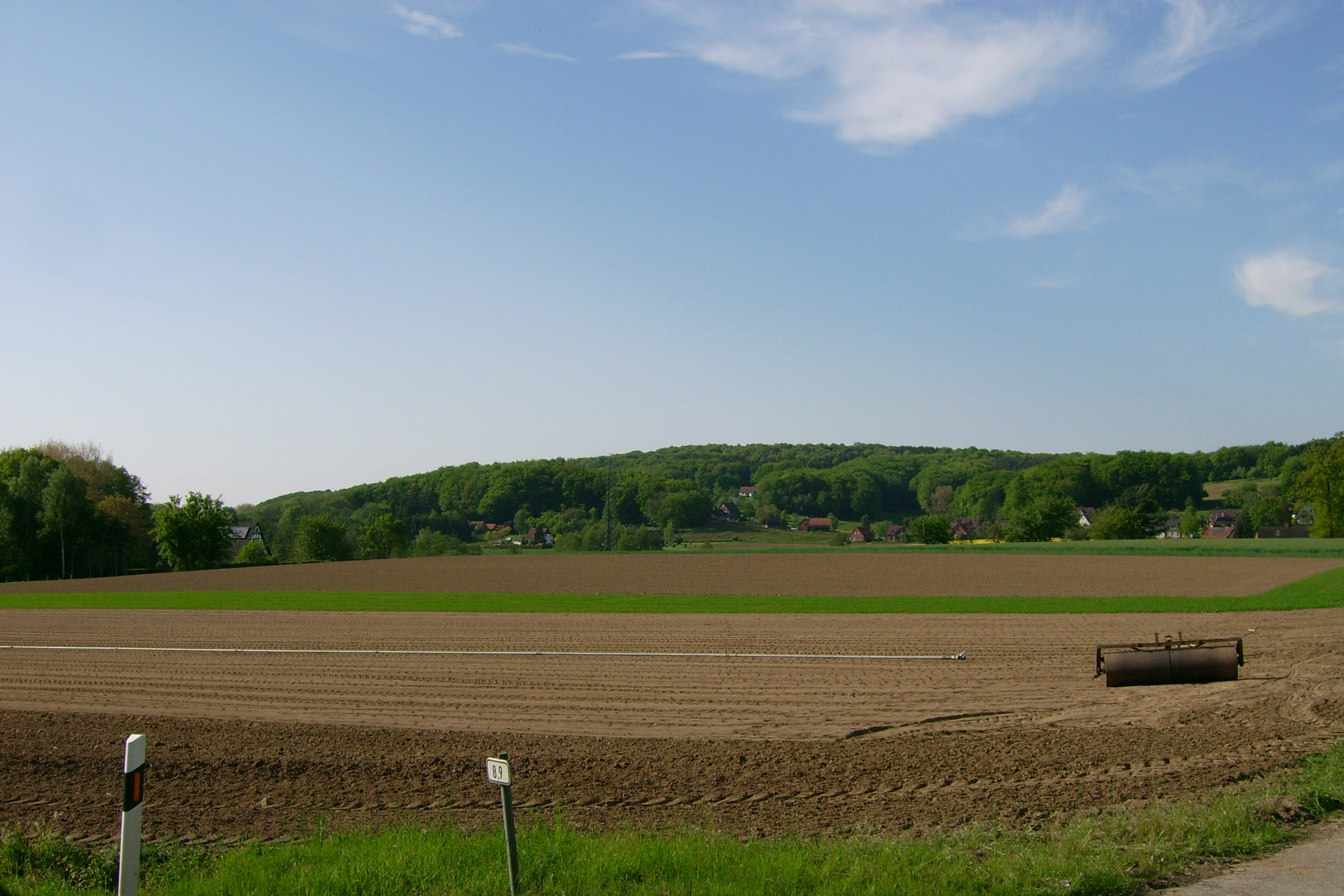
Ansicht von Süden
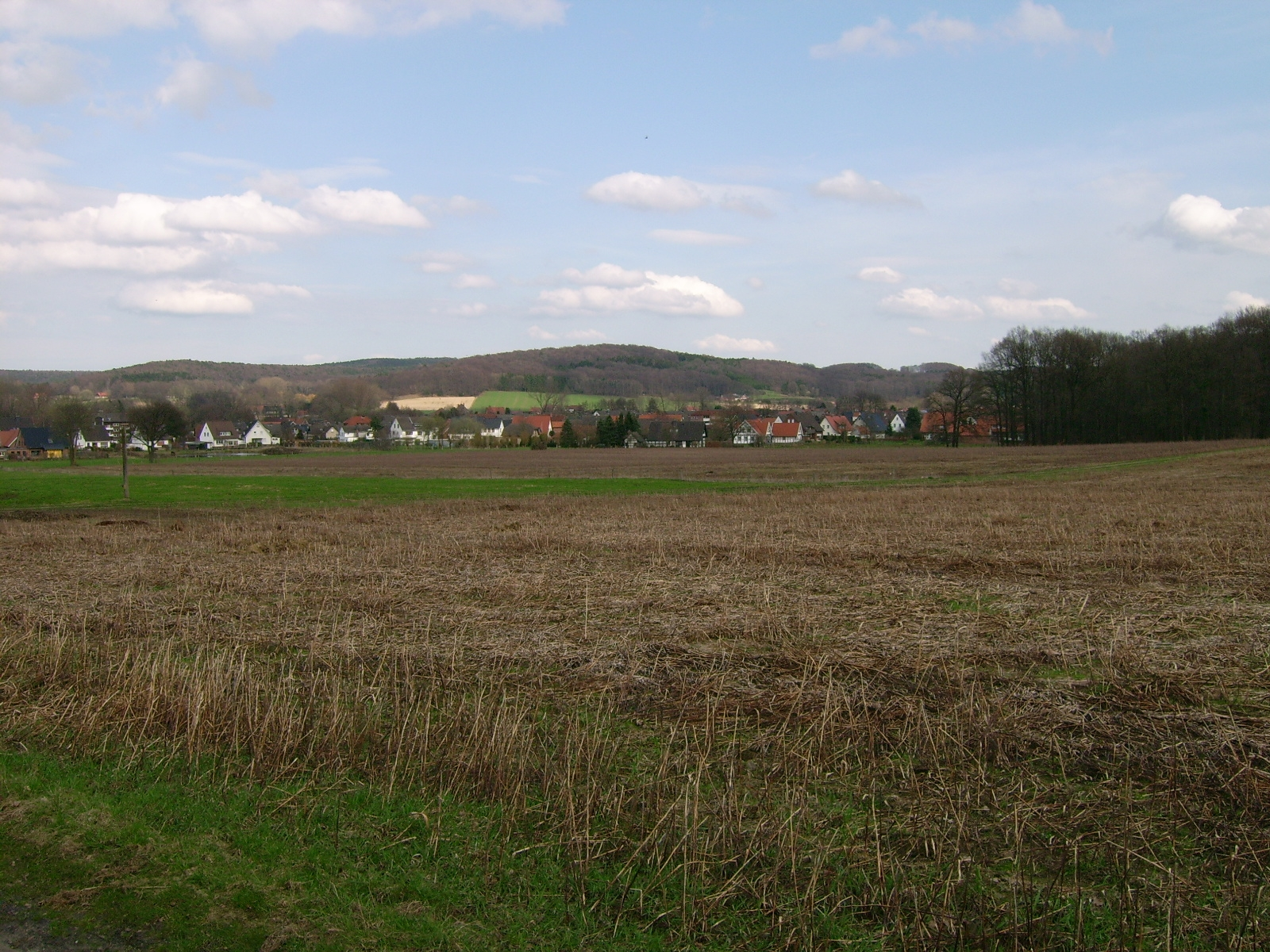
Ansicht von Südwesten
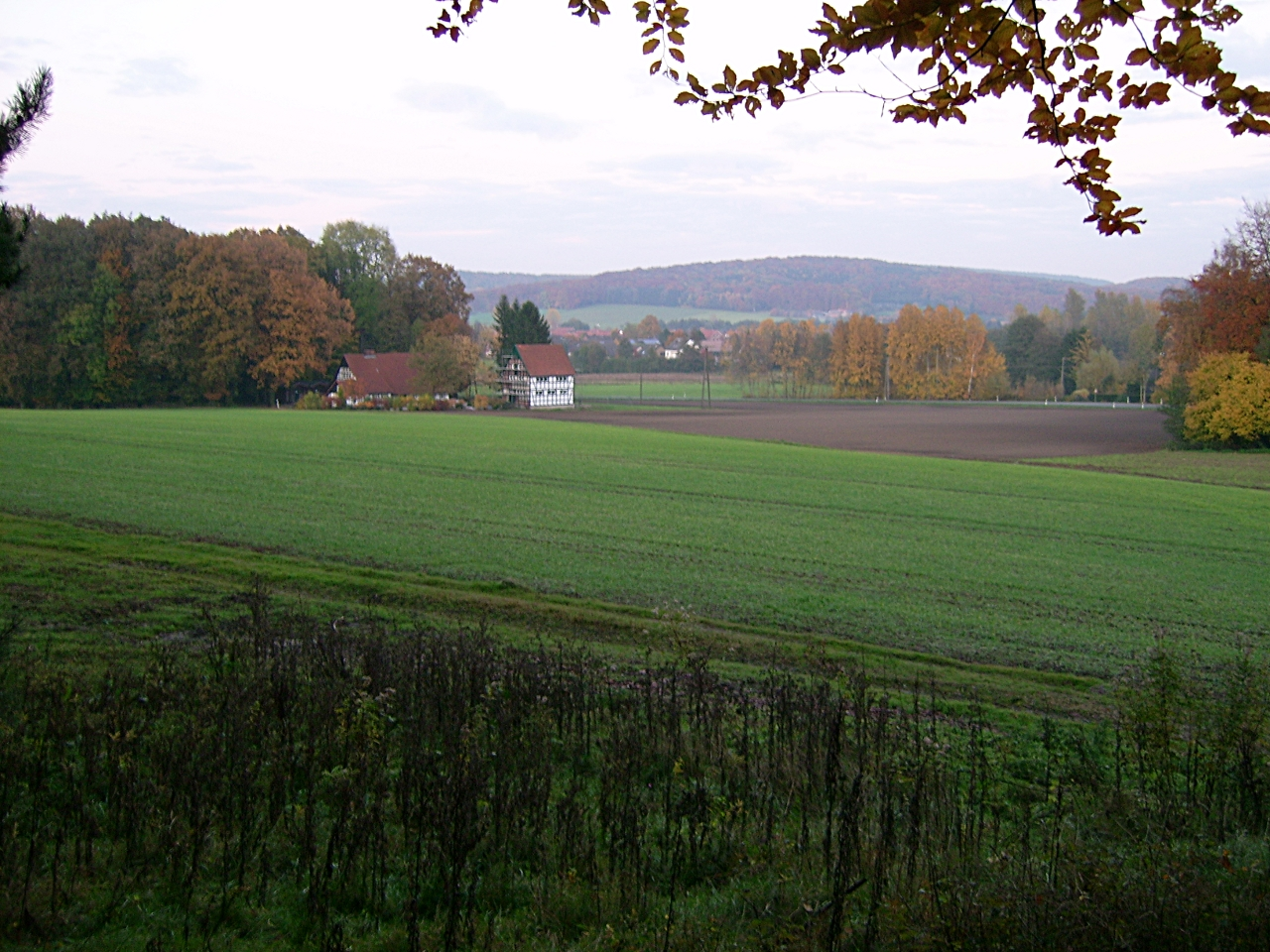
Ansicht von Sudenfeld
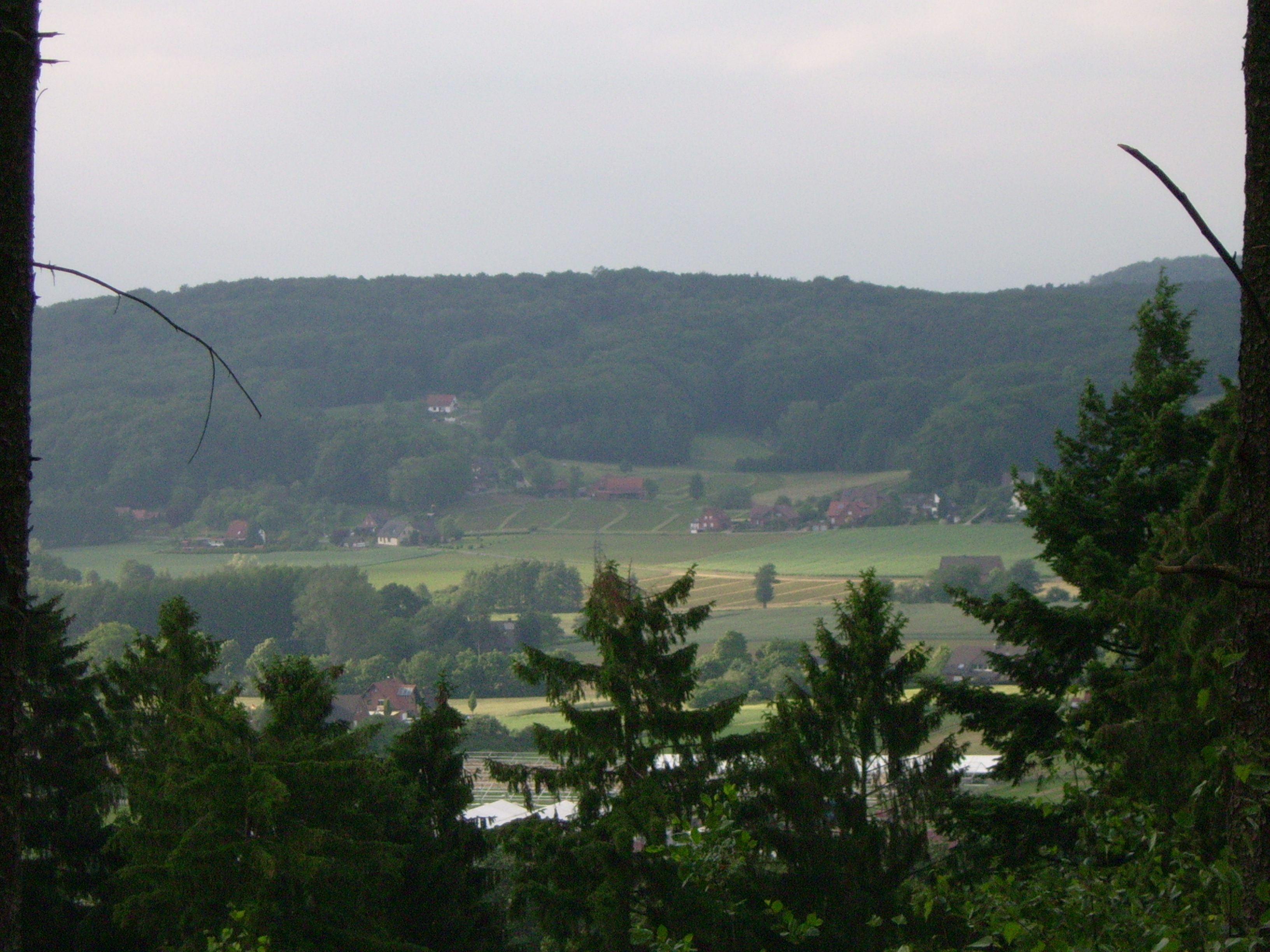
Ansicht vom Borgberg